# Bhopal (Bundesstaat)
Bhopal (Hindi भोपाल) war ein Bundesstaat in Indien, der von 1949 bis 1956 existierte.

## Geschichte
Nachdem die Briten im Jahr 1947 den unter ihrer Herrschaft stehenden indischen Subkontinent in die Unabhängigkeit entlassen hatten, entstanden zwei Nachfolgestaaten, Indien und Pakistan. Die zahlreichen indischen Fürstenstaaten, die nicht direkt unter britischer Herrschaft gestanden hatten, sondern von einheimischen Fürsten regiert wurden, die in einem persönlichen Treueverhältnis zur britischen Krone standen, standen vor der Wahl, sich entweder Indien oder Pakistan anzuschließen. Obwohl sein Land inmitten Indiens lag und somit realistischerweise nur ein Anschluss an Indien in Frage kam, zögerte der muslimische Nawab von Bhopal Hamidullah Khan, seit 1944 Kanzler der Fürstenkammer (chancellor of the chamber of princes) in Britisch-Indien und ein persönlicher Freund Muhammad Ali Jinnahs, mit der Entscheidung und versuchte über kurze Zeit eine unabhängige Politik zu betreiben. 
Nach Gesprächen unter anderem mit Louis Mountbatten, dem letzten Vizekönig und ersten Generalgouverneur des Dominions Indien und V. P. Menon, dem Sekretär Vallabhbhai Patels, entschloss sich der Nawab zusammen mit dem ebenfalls zögerlichen benachbarten Maharaja von Indore als einer der letzten indischen Fürsten zur Annahme des Instrument of Accession, d. h. zum Anschluss an Indien. Der offizielle Anschluss an Indien erfolgte am 15. August 1947. Der Nawab ernannte eine neue Regierung und äußerte im März 1948 seinen Wunsch, dass Bhopal als eigene politische Entität innerhalb Indiens weiterbestehen möge, also z. B. nicht Bestandteil eines größeren Bundesstaates, z. B. einer Union von ehemaligen Fürstenstaaten, werden solle. Insbesondere V. P. Menon hatte sich dagegen deutlich für einen Anschluss Bhopals an das benachbarte Madhya Bharat ausgesprochen. 
Angesichts der weiter autokratischen Regierung des Nawabs und dessen ambivalenter Haltung gegenüber Indien brachen 1948 Unruhen in Bhopal aus, die zur Verhaftung führender Aktivisten, darunter Shankar Dayal Sharma führten. Es kam zur Regierungskrise, die Regierung Bhopals wurde am 1. Juni 1949 mit Einverständnis des Nawabs von einem Chief Commissioner der indischen Zentralregierung übernommen und Bhopal wurde in einem „Klasse C“-Bundesstaat umgewandelt. Dem Nawab wurden alle Besitztümer und eine Apanage (Privy Purse) durch den indischen Staat garantiert.

## Wahlen
Während der kurzen Zeit des Bestehens des Bundesstaats Bhopal wurden einmal Wahlen zum Regionalparlament im Jahr 1951 abgehalten. Die Wahl wurde von der Kongresspartei gewonnen. Sie erhielt 52 % der Stimmen und gewann 25 der 30 Parlamentssitze. Die hindu-nationalistischen Parteien Akhil Bharatiya Hindu Mahasabha und Bharatiya Jana Sangh gewannen 14,0 % bzw. 4,9 % der Stimmen und 1 bzw. 0 Sitze. Unabhängige Einzelkandidaten erhielten 22,9 % der Stimmen und 4 Mandate. Von 1952 bis 1956 war Shankar Dayal Sharma (Kongresspartei) Chief Minister von Bhopal. Bei der ersten Wahl zum gesamtindischen Parlament 1951–1952 war Bhopal in zwei Wahlkreise (Seehore und Raisen) aufgeteilt. Beide Wahlkreise wurden mit deutlicher Mehrheit durch Kandidaten der Kongresspartei gewonnen. In der Rajya Sabha, dem Staatenhaus des indischen Parlaments, hatte Bhopal eine Stimme (von 215).

## Auflösung und Angliederung an Madhya Pradesh
Nachdem es bereits seit Jahrzehnten Überlegungen bzw. Forderungen nach einer Neuordnung der inneren Verwaltungsgrenzen Indiens, die aus der Kolonialzeit resultierten, nach sprachlich-kulturellen Gesichtspunkten gegeben hatte, wurde dieses Konzept im States Reorganisation Act 1956 umgesetzt. Der Staat Bhopal wurde aufgelöst und ebenso wie das benachbarte Madhya Bharat an den Bundesstaat Madhya Pradesh angegliedert.